# Jenga
 (août 2014).
Si vous disposez d'ouvrages ou d'articles de référence ou si vous connaissez des sites web de qualité traitant du thème abordé ici, merci de compléter l'article en donnant les références utiles à sa vérifiabilité et en les liant à la section « Notes et références ».
Le Jenga (sous-titré « La Tour Infernale ») est un jeu de société d'adresse et de réflexion dans lequel les joueurs retirent progressivement les pièces d'une tour pour les replacer à son sommet jusqu'à ce qu'elle finisse par perdre l'équilibre. Son nom vient du verbe swahili « kujenga », signifiant « construire » : « jenga! » en est l'impératif.

## Description

Une tour Jenga en train de tomber

L'âge minimum conseillé est de 6 ans. Ce jeu demande beaucoup d'attention et de la dextérité : il faut faire attention à l'équilibre de la tour. Le gagnant est le dernier joueur à avoir déplacé une pièce de bois sans faire tomber la tour.
Le placement des pièces sur la tour se fait perpendiculairement aux pièces situées à l'étage inférieur. Chaque étage est composé de 3 pièces. Le jeu compte 54 pièces (soient 18 étages de 3 pièces).
La plupart des éditions proposent des pièces unicolores, mais il existe également des éditions avec des pièces multicolores.
Ce jeu de société a fait l'objet d'une adaptation en jeu vidéo : Jenga World Tour (en).